# Bruce Bilson
Bruce Bilson (* 19. Mai 1928 in New York City) ist ein US-amerikanischer Filmregisseur, Filmproduzent und Drehbuchautor.
Bilsons Familie ist bis heute im Showgeschäft tätig. So ist er Vater des Regisseurs Danny Bilson und Großvater der bei O.C., California mitwirkenden Rachel Bilson. Er selbst ist Sohn von George und Hattie Bilson.
Bilson begann seine Arbeit als Regieassistent, so unter anderem bei der Andy Griffith Show, ehe er kurzzeitig für The Doris Day Show die Drehbücher schrieb.
Erst ab 1959 begann Bilson Regie bei verschiedenen Fernsehserien zu führen, eine Arbeit, der er bis heute nachgeht.

## Filmografie (Auswahl)
- 1965–1968: Mini-Max (Get Smart, Fernsehserie, 22 Folgen)
- 1967–1971: Ein Käfig voller Helden (Hogan’s Heroes, Fernsehserie, 25 Folgen)
- 1970: Bonanza (Fernsehserie, eine Folge)
- 1971: Mary Tyler Moore (The Mary Tyler Moore Show, Fernsehserie, eine Folge)
- 1972: Alias Smith und Jones (Alias Smith and Jones, Fernsehserie, eine Folge)
- 1972: M*A*S*H (Fernsehserie, eine Folge)
- 1973–1974: Drei Mädchen und drei Jungen (The Brady Bunch, Fernsehserie, 4 Folgen)
- 1981: Simon & Simon (Fernsehserie, eine Folge)
- 1981–1982: Schütze Benjamin (Private Benjamin, Fernsehserie, 4 Folgen)
- 1981–1986: Love Boat (The Love Boat, Fernsehserie, 3 Folgen)
- 1982: Knight Rider (Fernsehserie, eine Folge)
- 1986: Twilight Zone (The Twilight Zone, Fernsehserie, eine Folge)
- 1987: Sledge Hammer! (Fernsehserie, 2 Folgen)
- 1987–1988: Spenser (Spenser: For Hire, Fernsehserie, 3 Folgen)
- 1994–1999: Viper (Fernsehserie, 10 Folgen)
- 1995: Ein Hauch von Himmel (Touched by an Angel, Fernsehserie, 2 Folgen)
- 1996–1998: Der Sentinel – Im Auge des Jägers (The Sentinel, Fernsehserie, 11 Folgen)

## Auszeichnung
Für seine Arbeit an der Episode Maxwell Smart, Private Eye der Fernsehserie Mini-Max gewann Bilson 1968 einen Emmy.